# Федотов Григорій Іванович
Григорій Іванович Федотов (рос. Григорий Иванович Федотов, нар. 11 квітня (24 квітня) 1916, с. Глухов, Богородський повіт, Московська губернія, Російська імперія — пом. 8 грудня 1957, Москва, СРСР) — радянський футболіст, що грав на позиції нападника. По завершенні кар'єри — тренер. Багаторічний капітан команди ЦБЧА. Заслужений майстер спорту СРСР (1940). Його син — відомий футболіст та тренер Володимир Федотов.

## Біографія
Любов до спорту розвинув у нього шкільний вчитель фізкультури Іван Сергійович Полозов. Після школи вступив до ФЗУ (школа фабрично-заводського учнівства). Яскраво проявив себе в матчі дорослих команд рідного селища Глухова (вона була створена при місцевій текстильній фабриці) та містечка Ногінськ. Грати почав у клубі «Металург» московського заводу «Серп та молот», де швидко став улюбленцем публіки, незважаючи на свій юний вік. Його дуже скоро помітили, і з 1938 року він був запрошений в ЦБЧА (Москва), де одразу ж потрапив до основного складу і став провідним форвардом команди. У сезоні 1939 і 1940 він ставав найкращим бомбардиром чемпіонату СРСР.
27 жовтня 1940 року отримав серйозну травму руки під час матчу ЦДКА — «Спартак» (Москва): відгукуючись на передачу ліворуч, рвонув до м'яча, а в цей час хтось із захисників схопив його за руку — сила інерції була настільки велика, що рука вискочила з суглоба. Від наслідків цієї травми Федотов так і не оговтався. Став грати з тугою пов'язкою та уникати зіткнень. Тим не менш, завдяки величезному природному дару Григорій Федотов і після війни був в числі найкращих — виконуючи переважно диригентські обов'язки, встигав в проміжках багато забивати.
Під час німецько-радянської війни, як і більшість футболістів-офіцерів, був направлений в тил, займатися евакуацією, охороною об'єктів, тощо. У 1943 році команду зібрали знову та стали проводити матчі з іншими уцілілими клубами, а в 1945 році відновили першість країни. Григорій Іванович був обраний капітаном команди, разом з ним у нападі став грати Всеволод Бобров, удвох вони становили ту ударну силу, яка допомогла армійцям три роки поспіль ставати чемпіонами країни та двічі завоювати Кубок.
1949 року, Федотов, ставши найкращим бомбардиром команди, перейшов в помічники тренера рідної команди, його ще до війни переслідували травми і з роками їх ставало лише більше. На посаді тренера він і пропрацював аж до своєї смерті в 1957 році.

## Смерть
1957 року був відправлений керівництвом ЦДСА в Тбілісі на перегляд молодих футболістів. Трохи пізніше на його ім'я в столицю Грузинської РСР прийшла телеграма про його зняття з посади другого тренера команди. Після цього Федотов зник. Приїхав у Тбілісі Микола Старостін (він мав намір запросити Федотова в «Спартак» на посаду головного тренера), заходився розшукувати Федотова. Його знайшли у своїй кімнаті без почуттів. Лікарі поставили діагноз грип і рекомендували відправлятися в Москву. За версією дружини, він заразився ще в столиці, коли доглядав за сином, який разом з матір'ю тоді і хворів даними вірусом.
Вдома в Москві дружина виявила на тілі Григорія Федотова якісь нальоти, але допомогти вже нічим не могла. Федотов помер, приймаючи ванну в своїй квартирі. Прибулі лікарі констатували смерть. При розтині з'ясувалося, що у Федотова була повністю уражена одна легеня.
Похований на Новодівичому кладовищі.

### Пам'ять
Після його смерті в 1958 році ЦСКА заснував приз імені Григорія Федотова для найрезультативнішої команди чемпіонату. А наприкінці 1960-х був створений клуб Григорія Федотова, до якого включалися футболісти, що забили більше 100 голів.
1986 року в Ногінську встановлено бронзовий бюст футболіста. 1994 року був створений Фонд ветеранів армійського футболу імені Григорія Федотова. У Глухові відкрито музей Григорія Федотова, а на місцевому стадіоні йому встановлено пам'ятник.
Ім'я Григорія Федотова носив стадіон «Піщане» клубу ЦСКА до моменту його зруйнування у 2007 році.

## Сім'я
Дружина Валентина Іванівна — представник популярної футбольної династії. Всі її брати — Василь, Георгій та Віктор Жаркови — футболісти, майстри спорту. Син Володимир Федотов — відомий футболіст, тренер.

## Титули і досягнення
- Чемпіон СРСР: 1946, 1947, 1948
- Срібний призер чемпіонату СРСР: 1945, 1949
- Володар Кубка СРСР: 1945, 1948
- Фіналіст Кубка СРСР: 1944 (провів фінал з переломами малих гомілкових кісток обох ніг)[2]
- Найкращий бомбардир чемпіонату СРСР: 1939, 1940
- Чемпіон Москви: 1943 (Чемпіонат СРСР не розігрувався)
- Перший футболіст, який забив у чемпіонаті СРСР 100 голів.
- Увійшов до символічної збірної СРСР за 50 років (1967).
- Нагороджений орденом «Трудового Червоного Прапора» (1957).
- У списках найкращих футболістів 2 рази: № 1 — 1938 № 3 — 1948.
- Переможець III Всесвітньої Олімпіади робітників-спортсменів в Антверпені 1937 (в складі московського «Спартака»; 4 гри — 4 голи) та Кубка світу для робочих команд на приз Всесвітньої виставки в Парижі 1937 (у складі московського «Спартака»; 2 гри — 2 голи)[3]